# Martin Mailman
Martin S. Mailman (* 30. Juni 1932 in New York, N.Y.; † 18. April 2000 in Denton, Texas) war ein US-amerikanischer Komponist, Dirigent und Musikpädagoge.
Er begann schon recht früh mit Trompetenunterricht. Sein Studium absolvierte er an der Eastman School of Music in Rochester (New York). Dort war er Kompositions-Schüler von Louis Mennini, Wayne Barlow, Bernard Rogers und Howard Hanson. Den Bachelor of Music absolvierte er 1954, den Master of Music 1955 und Ph.D. of Music 1960.
Seine erfolgreiche pädagogische Karriere begann bei der U.S. Naval School of Music 1955 bis 1957. Weitere Stationen seiner Laufbahn waren die Eastman School of Music in Rochester 1958 bis 1959, das Brevard Music Center in den Sommern 1960, 1961 und 1983, die West Virginia University in Morgantown, West Virginia im Sommer 1963 und die East Carolina University in Greenville, North Carolina von 1961 bis 1966. Schließlich wurde er 1966 Professor am College of Music der University of North Texas in Denton und blieb dort 34 Jahre. An mehr als 90 Universitäten der USA und in Europa hielt er Workshops und Seminare ab. Gleichzeitig betätigte er sich als Gast-Dirigent.
Mit einigen anderen gehörte er zu den ersten zeitgenössischen US-amerikanischen Komponisten, die 1959 in dem The Young Composers Project mitmachten, das von der Ford Foundation und dem National Music Council gesponsert und getragen wurde. Damals lebte und arbeitete er in Jacksonville in Florida.
Für seine Kompositionen wurde er mit zahlreichen nationalen und internationalen Auszeichnungen und Preisen geehrt, so z. B. zweimal mit dem Preis der American Bandmasters Association/Ostwald prizes for composition dem National Band Association/Band Mans Company prize for composition und dem Edward Benjamin Award. 1982 wurde ihm in Genf der Queen Marie-Jose Prize für Komposition verliehen. Sein Œuvre setzt sich zusammen aus Kammermusik, Musik für Blasorchester, Chormusik, Werke für Orchester, Filmmusik, Musik für Fernsehen und Rundfunk, Opern sowie ein Requiem für Solisten, Chor und Orchester.

## Werke

### Werke für Orchester
- 1979 Symphony No. 2
- 1982 Violin Concerto (Variations)
- 1984 Symphony No. 3
- 1999 Dance Imageries
- Autumn Landscape opus 4
- Christmas Music opus 12
- Commencement March
- Gateway City Overture opus 18
- Generations 2
- Partita
- Prelude and Fugue No. 2 opus 30, No. 1
- Sinfonietta opus 34
- Suite in Three Movements opus 23
- Symphony No. 1
- Theme Music for "Concepts" opus 38
- Shakespearean Serenade opus 44

### Werke für Blasorchester
- 1962 Overture
- 1963 Liturgical Music for Band opus 33
  1. Introit
  2. Kyrie
  3. Gloria ("Glory to God in the highest")
  4. Alleluia
- 1981 Exaltations opus 67
- 1988 For precious friends hid in death's dateless night opus 80
- 1993 Secular Litanies opus 90
- Geometrics 1 for Band, opus 22
- Alarums opus 27
- Geometrics in Sound opus 29
- Concertino for Trumpet and Band, opus 31
- Four Variations in Search of a Theme opus 36
- Geometrics No. 3 for Band, opus 37
- A Simple Ceremony: In Memoriam John Barnes Chance opus 53
- Night Vigil opus 66
- The Jewel in the Crown opus 78
- Toward the Second Century opus 82
- Concertino for Clarinet and Band opus 83
- Bouquets opus 87
- Concerto for Wind Orchestra (Variations) opus 89
- Pledges opus 98
- Associations
- Geometrics No. 2 for Band
- Geometrics No. 4 for Band
- The Whaleman's Chapel, from "Moby Dick"

### Chormusik und geistliche Musik
- Alleluia opus 15 für einstimmigen gemischten Chor mit Orchester
- Concord Hymn opus 20
- Three Madrigals
- Requiem, Requiem opus 51 für Sprecher, Sopran, Mezzosopran, Bariton, Chor (SATB) und großes Orchester

### Bühnenwerke
- The Hunted Oper in einem Akt
- Music for the Play "Moby Dick" opus 35 für Chor und Orchester

### Ensemble- und Kammermusik
- String Quartet in One Movement opus 26
- Four Divisions for Percussion Ensemble opus 40
- Partita No. 4 opus 42 - for Nine Instrumentalists (Flöte [auch Piccolo], Oboe, Klarinette [auch Bassklarinette], Fagott, Trompete, Horn, Pauken [auch Percussion], Violine und Violoncello)
- Clastics II für Euphonium und Percussion

| Personendaten    | Personendaten                             |
| ---------------- | ----------------------------------------- |
| NAME             | Mailman, Martin                           |
| ALTERNATIVNAMEN  | Mailman, Martin S.                        |
| KURZBESCHREIBUNG | US-amerikanischer Komponist und Professor |
| GEBURTSDATUM     | 30. Juni 1932                             |
| GEBURTSORT       | New York, New York, USA                   |
| STERBEDATUM      | 18. April 2000                            |
| STERBEORT        | Denton, Texas, USA                        |